# Ankara (pokrajina)
Ankara (tur. Ankara ili) je pokrajina u Turskoj. Glavni joj je grad Ankara, ujedno i glavni grad Republike Turske.

## Okruzi
- Akyurt
- Altındağ
- Ayaş
- Bala
- Beypazarı
- Çamlıdere
- Çankaya
- Çubuk
- Elmadağ
- Etimesgut
- Evren
- Gölbaşı
- Güdül
- Haymana
- Kalecik
- Kazan
- Keçiören
- Kızılcahamam
- Mamak
- Nallıhan
- Polatlı
- Pursaklar
- Sincan
- Yenimahalle
- Şereflikoçhisar